# Papowo-Osieki
Papowo-Osieki est un village de Pologne situé en Couïavie-Poméranie, dans le gmina (commune) de Łysomice.